# District de Mohale's Hoek
Mohale's Hoek est un district du Lesotho.

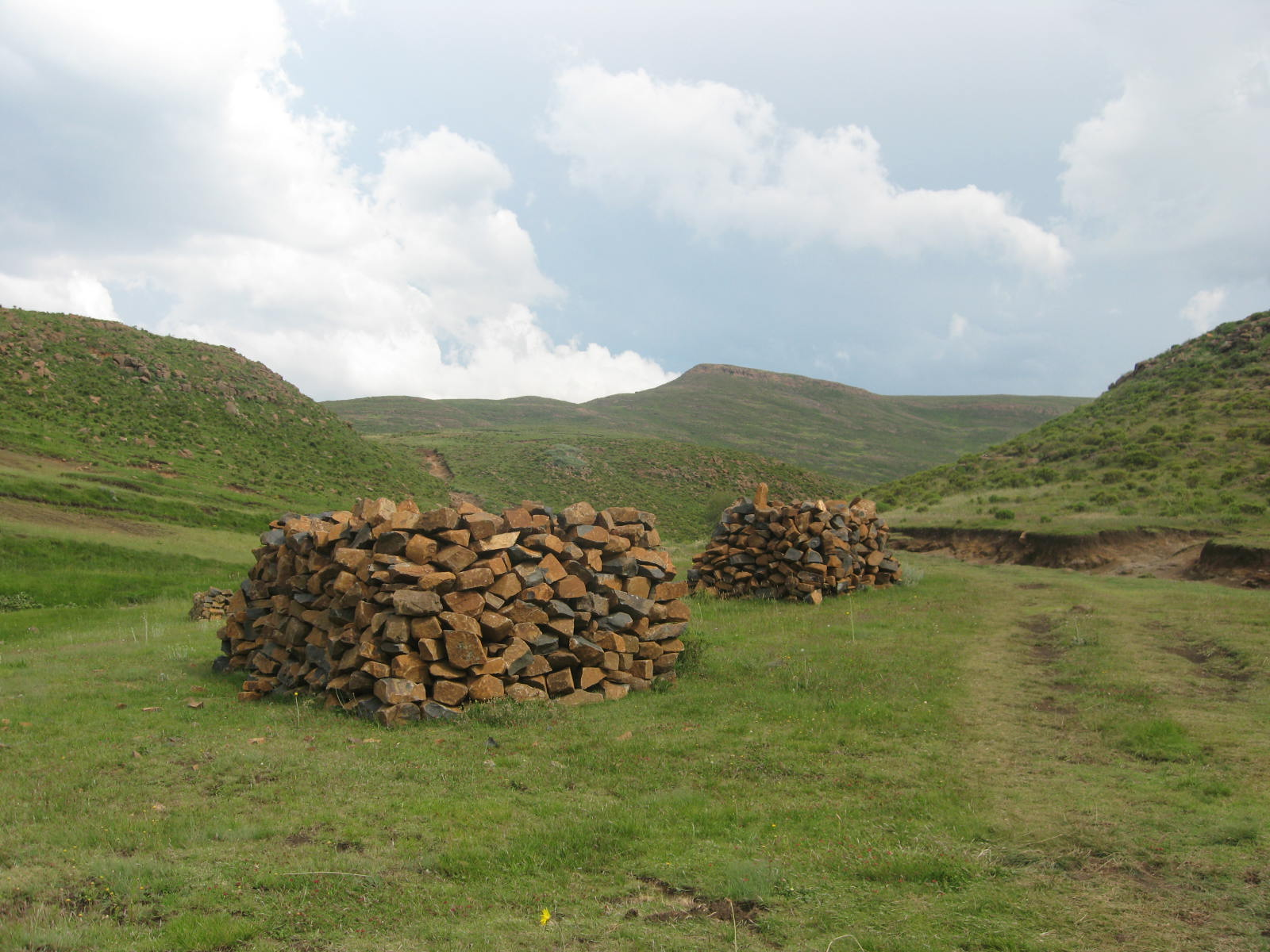
Mont Moorosi